# Avenida Rockaway (línea New Lots)
La Avenida Rockaway es una estación en la línea New Lots del metro de la ciudad de Nueva York, localizada en la avenida Rockaway y la avenida Livonia en Brooklyn. Y funciona con el servicio de los trenes 3 excepto a media noches cuando es reemplazado por el servicio de la línea 4. En algunas horas pico los trenes hacen paradas en los servicios de las líneas 2 y 5.
Entre las dos vías, hay un espacio para una vía adicional. Esta estación tiene un mezanine de madera con  toldos de metales.

## Conexiones de buses
- B60